# 正覚寺 (新宿区)
正覚寺（しょうがくじ）は、東京都新宿区にある日蓮宗の寺院。旧本山は身延久遠寺。潮師法縁。

## 歴史
1618年（元和4年）、上野隼人（法名：正覚院日明）の開基である。「正覚寺」の寺号は隼人の法名に由来する。
元々は現在の四谷に位置していたが、江戸城拡張工事のため、1634年（寛永11年）に現在地に移転している。
かつては、狂歌師の福林堂鈴成の墓があったが、無縁仏になったため、現在は存在していない。

## 交通アクセス
- 四谷三丁目駅3番出口より徒歩5分（経路案内）。
- 信濃町駅より徒歩7分（経路案内）。